# Octavian Nemescu
Octavian Nemescu (født 29. marts 1940 i Pascani, Rumænien - død 6. november 2020) var en rumænsk komponist, lærer og professor.
Nemescu studerede komposition hos bl.a. Mihail Jora, Paul Constantinescu og Anatol Vieru på Musikkonservatoriet i Bukarest, og på musikseminarer i Tyskland gennem tiden. Han har skrevet 5 symfonier, orkesterværker, kammermusik, korværker, rituelmusik, elektronisk musik, multimedia musik etc.
Nemescu underviste fra 1990 i komposition på National University of Music i Bukarest og på school of Art "George Enescu" i Iaşi, hvor han var professor Han modtog mange priser, bl.a. Aaron Copland Prize (1980) og priser flere gange fra Den Rumænske Komponist Forening, for sin musik.

## Udvalgte værker
- "NonSymfoni No. 5" (1988-1992) - for orkester
- "PreSymfoni No. 6" (1996-2000) - for orkester
- "PostSymfoni No. 2" (2001) - for orkester
- "PluriSymfoni No. 1" (2002) - for orkester
- "PostSymfoni No. 3" (2003) - for orkester
- "Finaleph" (1990) - for orkester